# Draft NFL 2019
Il Draft NFL 2019 è stata l'84ª edizione delle selezioni dei migliori giocatori provenienti dal college da parte delle franchigie della National Football League. L'evento ha avuto luogo dal 25 al 27 aprile 2019 a Nashville, Tennessee, venendo quindi spostato dopo un solo anno rispetto alla sede dell'edizione precedente, l'AT&T Stadium di Arlington, Texas. La prima scelta assoluta era detenuta dagli Arizona Cardinals che hanno scelto il quarterback da Oklahoma Kyler Murray.

## Scelte
| C  | Centro            |    | CB               | Cornerback |                  | DB | Defensive back    |  | DE | Defensive end |
| DL | Defensive lineman | DT | Defensive tackle | FB         | Fullback         | FS | Free safety       |  |    |               |
| G  | Guardia           | HB | Halfback         | K          | Placekicker      | KR | Kick returner     |  |    |               |
| LB | Linebacker        | LS | Long snapper     | OT         | Offensive tackle | OL | Offensive lineman |  |    |               |
| NT | Nose tackle       | P  | Punter           | PR         | Punt returner    | QB | Quarterback       |  |    |               |
| RB | Running back      | S  | Safety           | SS         | Strong safety    | TB | Tailback          |  |    |               |
| TE | Tight end         | WR | Wide receiver    |            |                  |    |                   |  |    |               |

|  | = Pro Bowler |

|  | Giro | Scelta | Squadra              | Giocatore                | Ruolo | College                  | Conference   |
|  | ---- | ------ | -------------------- | ------------------------ | ----- | ------------------------ | ------------ |
|  | 1    | 1      | Arizona Cardinals    | Kyler Murray             | QB    | Oklahoma                 | Big 12       |
|  | 1    | 2      | San Francisco 49ers  | Nick Bosa                | DE    | Ohio State               | Big Ten      |
|  | 1    | 3      | New York Jets        | Quinnen Williams         | DE    | Alabama                  | SEC          |
|  | 1    | 4      | Oakland Raiders      | Clelin Ferrell           | DE    | Clemson                  | ACC          |
|  | 1    | 5      | Tampa Bay Buccaneers | Devin White              | LB    | LSU                      | SEC          |
|  | 1    | 6      | New York Giants      | Daniel Jones             | QB    | Duke                     | ACC          |
|  | 1    | 7      | Jacksonville Jaguars | Josh Allen               | LB    | Kentucky                 | SEC          |
|  | 1    | 8      | Detroit Lions        | T.J. Hockenson           | TE    | Iowa                     | Big Ten      |
|  | 1    | 9      | Buffalo Bills        | Ed Oliver                | DT    | Houston                  | American     |
|  | 1    | 10     | Pittsburgh Steelers  | Devin Bush               | LB    | Michigan                 | Big Ten      |
|  | 1    | 11     | Cincinnati Bengals   | Jonah Williams           | OT    | Alabama                  | SEC          |
|  | 1    | 12     | Green Bay Packers    | Rashan Gary              | LB    | Michigan                 | Big Ten      |
|  | 1    | 13     | Miami Dolphins       | Christian Wilkins        | DT    | Clemson                  | ACC          |
|  | 1    | 14     | Atlanta Falcons      | Chris Lindstrom          | G     | Boston College           | ACC          |
|  | 1    | 15     | Washington Redskins  | Dwayne Haskins           | QB    | Ohio State               | Big Ten      |
|  | 1    | 16     | Carolina Panthers    | Brian Burns              | LB    | Florida State            | ACC          |
|  | 1    | 17     | New York Giants      | Dexter Lawrence          | DT    | Clemson                  | ACC          |
|  | 1    | 18     | Minnesota Vikings    | Garrett Bradbury         | C     | NC State                 | ACC          |
|  | 1    | 19     | Tennessee Titans     | Jeffery Simmons          | DT    | Mississippi State        | SEC          |
|  | 1    | 20     | Denver Broncos       | Noah Fant                | TE    | Iowa                     | Big Ten      |
|  | 1    | 21     | Green Bay Packers    | Darnell Savage Jr.       | S     | Maryland                 | Big Ten      |
|  | 1    | 22     | Philadelphia Eagles  | Andre Dillard            | OT    | Washington State         | Pac-12       |
|  | 1    | 23     | Houston Texans       | Tytus Howard             | OT    | Alabama State            | SWAC         |
|  | 1    | 24     | Oakland Raiders      | Josh Jacobs              | RB    | Alabama                  | SEC          |
|  | 1    | 25     | Baltimore Ravens     | Marquise Brown           | WR    | Oklahoma                 | Big 12       |
|  | 1    | 26     | Washington Redskins  | Montez Sweat             | DE    | Mississippi State        | SEC          |
|  | 1    | 27     | Oakland Raiders      | Johnathan Abram          | S     | Mississippi State        | SEC          |
|  | 1    | 28     | Los Angeles Chargers | Jerry Tillery            | DT    | Notre Dame               | Indipendente |
|  | 1    | 29     | Seattle Seahawks     | L.J. Collier             | DE    | TCU                      | Big 12       |
|  | 1    | 30     | New York Giants      | Deandre Baker            | CB    | Georgia                  | SEC          |
|  | 1    | 31     | Atlanta Falcons      | Kaleb McGary             | OT    | Washington               | Pac-12       |
|  | 1    | 32     | New England Patriots | N'Keal Harry             | WR    | Arizona State            | Pac-12       |
|  | 2    | 33     | Arizona Cardinals    | Byron Murphy             | CB    | Washington               | Pac-12       |
|  | 2    | 34     | Indianapolis Colts   | Rock Ya-Sin              | CB    | Temple                   | The American |
|  | 2    | 35     | Jacksonville Jaguars | Jawaan Taylor            | OT    | Florida                  | SEC          |
|  | 2    | 36     | San Francisco 49ers  | Deebo Samuel             | WR    | South Carolina           | SEC          |
|  | 2    | 37     | Carolina Panthers    | Greg Little              | OT    | Ole Miss                 | SEC          |
|  | 2    | 38     | Buffalo Bills        | Cody Ford                | OT    | Oklahoma                 | Big 12       |
|  | 2    | 39     | Tampa Bay Buccaneers | Sean Murphy-Bunting      | CB    | Central Michigan         | MAC          |
|  | 2    | 40     | Oakland Raiders      | Trayvon Mullen           | CB    | Clemson                  | ACC          |
|  | 2    | 41     | Denver Broncos       | Dalton Risner            | OT    | Kansas State             | Big 12       |
|  | 2    | 42     | Denver Broncos       | Drew Lock                | QB    | Missouri                 | SEC          |
|  | 2    | 43     | Detroit Lions        | Jahlani Tavai            | LB    | Hawaii                   | MW           |
|  | 2    | 44     | Green Bay Packers    | Elgton Jenkins           | C     | Mississippi State        | SEC          |
|  | 2    | 45     | New England Patriots | Joejuan Williams         | CB    | Vanderbilt               | SEC          |
|  | 2    | 46     | Cleveland Browns     | Greedy Williams          | CB    | LSU                      | SEC          |
|  | 2    | 47     | Seattle Seahawks     | Marquise Blair           | S     | Utah                     | Pac-12       |
|  | 2    | 48     | New Orleans Saints   | Erik McCoy               | C     | Texas A&M                | SEC          |
|  | 2    | 49     | Indianapolis Colts   | Ben Banogu               | LB    | TCU                      | Big 12       |
|  | 2    | 50     | Minnesota Vikings    | Irv Smith Jr.            | TE    | Alabama                  | SEC          |
|  | 2    | 51     | Tennessee Titans     | A.J. Brown               | WR    | Ole Miss                 | SEC          |
|  | 2    | 52     | Cincinnati Bengals   | Drew Sample              | TE    | Washington               | Pac-12       |
|  | 2    | 53     | Philadelphia Eagles  | Miles Sanders            | RB    | Penn State               | Big Ten      |
|  | 2    | 54     | Houston Texans       | Lonnie Johnson Jr.       | CB    | Kentucky                 | SEC          |
|  | 2    | 55     | Houston Texans       | Max Scharping            | OT    | Northern Illinois        | MAC          |
|  | 2    | 56     | Kansas City Chiefs   | Mecole Hardman           | WR    | Georgia                  | SEC          |
|  | 2    | 57     | Philadelphia Eagles  | JJ Arcega-Whiteside      | WR    | Stanford                 | Pac-12       |
|  | 2    | 58     | Dallas Cowboys       | Trysten Hill             | DT    | UCF                      | The American |
|  | 2    | 59     | Indianapolis Colts   | Parris Campbell          | WR    | Ohio State               | Big Ten      |
|  | 2    | 60     | Los Angeles Chargers | Nasir Adderley           | S     | Delaware                 | CAA          |
|  | 2    | 61     | Los Angeles Rams     | Taylor Rapp              | S     | Washington               | Pac-12       |
|  | 2    | 62     | Arizona Cardinals    | Andy Isabella            | WR    | UMass                    | Ind. (FBS)   |
|  | 2    | 63     | Kansas City Chiefs   | Juan Thornhill           | S     | Virginia                 | ACC          |
|  | 2    | 64     | Seattle Seahawks     | D.K. Metcalf             | WR    | Ole Miss                 | SEC          |
|  | 3    | 65     | Arizona Cardinals    | Zach Allen               | DE    | Boston College           | ACC          |
|  | 3    | 66     | Pittsburgh Steelers  | Diontae Johnson          | WR    | Toledo                   | MAC          |
|  | 3    | 67     | San Francisco 49ers  | Jalen Hurd               | WR    | Baylor                   | Big 12       |
|  | 3    | 68     | New York Jets        | Jachai Polite            | LB    | Florida                  | SEC          |
|  | 3    | 69     | Jacksonville Jaguars | Josh Oliver              | TE    | San Jose State           | MW           |
|  | 3    | 70     | Los Angeles Rams     | Darrell Henderson        | RB    | Memphis                  | The American |
|  | 3    | 71     | Denver Broncos       | Dre'mont Jones           | DT    | Ohio State               | Big Ten      |
|  | 3    | 72     | Cincinnati Bengals   | Germaine Pratt           | LB    | NC State                 | ACC          |
|  | 3    | 73     | Chicago Bears        | David Montgomery         | RB    | Iowa State               | Big 12       |
|  | 3    | 74     | Buffalo Bills        | Devin Singletary         | RB    | Florida Atlantic         | C-USA        |
|  | 3    | 75     | Green Bay Packers    | Jace Sternberger         | TE    | Texas A&M                | SEC          |
|  | 3    | 76     | Washington Redskins  | Terry McLaurin           | WR    | Ohio State               | Big Ten      |
|  | 3    | 77     | New England Patriots | Chase Winovich           | DE    | Michigan                 | Big Ten      |
|  | 3    | 78     | Miami Dolphins       | Michael Deiter           | G     | Wisconsin                | Big Ten      |
|  | 3    | 79     | Los Angeles Rams     | David Long               | CB    | Michigan                 | Big Ten      |
|  | 3    | 80     | Cleveland Browns     | Sione Takitaki           | LB    | BYU                      | Ind. (FBS)   |
|  | 3    | 81     | Detroit Lions        | Will Harris              | S     | Boston College           | ACC          |
|  | 3    | 82     | Tennessee Titans     | Nate Davis               | G     | Charlotte                | C-USA        |
|  | 3    | 83     | Pittsburgh Steelers  | Justin Layne             | CB    | Michigan State           | Big Ten      |
|  | 3    | 84     | Kansas City Chiefs   | Khalen Saunders          | DT    | Western Illinois         | MVFC         |
|  | 3    | 85     | Baltimore Ravens     | Jaylon Ferguson          | DE    | Louisiana Tech           | C-USA        |
|  | 3    | 86     | Houston Texans       | Kahale Warring           | TE    | San Diego State          | MW           |
|  | 3    | 87     | New England Patriots | Damien Harris            | RB    | Alabama                  | SEC          |
|  | 3    | 88     | Seattle Seahawks     | Cody Barton              | LB    | Utah                     | Pac-12       |
|  | 3    | 89     | Indianapolis Colts   | Bobby Okereke            | LB    | Stanford                 | Pac-12       |
|  | 3    | 90     | Dallas Cowboys       | Connor McGovern          | G     | Penn State               | Big Ten      |
|  | 3    | 91     | Los Angeles Chargers | Trey Pipkins             | OT    | Sioux Falls              | NSIC         |
|  | 3    | 92     | New York Jets        | Chuma Edoga              | OT    | USC                      | Pac-12       |
|  | 3    | 93     | Baltimore Ravens     | Miles Boykin             | WR    | Notre Dame               | Ind. (FBS)   |
|  | 3    | 94     | Tampa Bay Buccaneers | Jamel Dean               | CB    | Auburn                   | SEC          |
|  | 3    | 95     | New York Giants      | Oshane Ximines           | DE    | Old Dominion             | C-USA        |
|  | 3    | 96     | Buffalo Bills        | Dawson Knox              | TE    | Ole Miss                 | SEC          |
|  | 3    | 97     | Los Angeles Rams     | Bobby Evans              | OT    | Oklahoma                 | Big 12       |
|  | 3    | 98     | Jacksonville Jaguars | Quincy Williams          | LB    | Murray State             | OVC          |
|  | 3    | 99     | Tampa Bay Buccaneers | Mike Edwards             | S     | Kentucky                 | SEC          |
|  | 3    | 100    | Carolina Panthers    | Will Grier               | QB    | West Virginia            | Big 12       |
|  | 3    | 101    | New England Patriots | Yodny Cajuste            | OT    | West Virginia            | Big 12       |
|  | 3    | 102    | Minnesota Vikings    | Alexander Mattison       | RB    | Boise State              | MW           |
|  | 4    | 103    | Arizona Cardinals    | Hakeem Butler            | WR    | Iowa State               | Big 12       |
|  | 4    | 104    | Cincinnati Bengals   | Ryan Finley              | QB    | NC State                 | ACC          |
|  | 4    | 105    | New Orleans Saints   | Chauncey Gardner-Johnson | S     | Florida                  | SEC          |
|  | 4    | 106    | Oakland Raiders      | Maxx Crosby              | DE    | Eastern Michigan         | MAC          |
|  | 4    | 107    | Tampa Bay Buccaneers | Anthony Nelson           | DE    | Iowa                     | Big Ten      |
|  | 4    | 108    | New York Giants      | Julian Love              | CB    | Notre Dame               | Ind. (FBS)   |
|  | 4    | 109    | Indianapolis Colts   | Khari Willis             | S     | Michigan State           | Big Ten      |
|  | 4    | 110    | San Francisco 49ers  | Mitch Wishnowsky         | P     | Utah                     | Pac-12       |
|  | 4    | 111    | Atlanta Falcons      | Kendall Sheffield        | CB    | Ohio State               | Big Ten      |
|  | 4    | 112    | Washington Redskins  | Bryce Love               | RB    | Stanford                 | Pac-12       |
|  | 4    | 113    | Baltimore Ravens     | Justice Hill             | RB    | Oklahoma State           | Big 12       |
|  | 4    | 114    | Minnesota Vikings    | Dru Samia                | G     | Oklahoma                 | Big 12       |
|  | 4    | 115    | Carolina Panthers    | Christian Miller         | LB    | Alabama                  | SEC          |
|  | 4    | 116    | Tennessee Titans     | Amani Hooker             | S     | Iowa                     | Big Ten      |
|  | 4    | 117    | Detroit Lions        | Austin Bryant            | DE    | Clemson                  | ACC          |
|  | 4    | 118    | New England Patriots | Hjalte Froholdt          | G     | Arkansas                 | SEC          |
|  | 4    | 120    | Seattle Seahawks     | Gary Jennings Jr.        | WR    | West Virginia            | Big 12       |
|  | 4    | 121    | New York Jets        | Trevon Wesco             | TE    | West Virginia            | Big 12       |
|  | 4    | 122    | Pittsburgh Steelers  | Benny Snell Jr.          | RB    | Kentucky                 | SEC          |
|  | 4    | 123    | Baltimore Ravens     | Ben Powers               | G     | Oklahoma                 | Big 12       |
|  | 4    | 124    | Seattle Seahawks     | Phil Haynes              | G     | Wake Forest              | ACC          |
|  | 4    | 125    | Cincinnati Bengals   | Renell Wren              | DT    | Arizona State            | Pac-12       |
|  | 4    | 126    | Chicago Bears        | Riley Ridley             | WR    | Georgia                  | SEC          |
|  | 4    | 127    | Baltimore Ravens     | Iman Marshall            | CB    | USC                      | Pac-12       |
|  | 4    | 128    | Dallas Cowboys       | Tony Pollard             | RB    | Memphis                  | The American |
|  | 4    | 129    | Oakland Raiders      | Isaiah Johnson           | CB    | Houston                  | The American |
|  | 4    | 130    | Los Angeles Chargers | Drue Tranquill           | LB    | Notre Dame               | Ind. (FBS)   |
|  | 4    | 131    | Washington Redskins  | Wes Martin               | G     | Indiana                  | Big Ten      |
|  | 4    | 132    | Seattle Seahawks     | Ugo Amadi                | S     | Oregon                   | Pac-12       |
|  | 4    | 133    | New England Patriots | Jarrett Stidham          | QB    | Auburn                   | SEC          |
|  | 4    | 134    | Los Angeles Rams     | Greg Gaines              | DT    | Washington               | Pac-12       |
|  | 4    | 135    | Atlanta Falcons      | John Cominsky            | DE    | Charleston               | MEC          |
|  | 4    | 136    | Cincinnati Bengals   | Michael Jordan           | G     | Ohio State               | Big Ten      |
|  | 4    | 137    | Oakland Raiders      | Foster Moreau            | TE    | LSU                      | SEC          |
|  | 4    | 138    | Philadelphia Eagles  | Shareef Miller           | DE    | Penn State               | Big Ten      |
|  | 5    | 139    | Arizona Cardinals    | Deionte Thompson         | S     | Alabama                  | SEC          |
|  | 5    | 140    | Jacksonville Jaguars | Ryquell Armstead         | RB    | Temple                   | The American |
|  | 5    | 141    | Pittsburgh Steelers  | Zach Gentry              | TE    | Michigan                 | Big Ten      |
|  | 5    | 142    | Seattle Seahawks     | Ben Burr-Kirven          | LB    | Washington               | Pac-12       |
|  | 5    | 143    | New York Giants      | Ryan Connelly            | LB    | Wisconsin                | Big Ten      |
|  | 5    | 144    | Indianapolis Colts   | Marvell Tell             | S     | USC                      | Pac-12       |
|  | 5    | 145    | Tampa Bay Buccaneers | Matt Gay                 | K     | Utah                     | Pac-12       |
|  | 5    | 146    | Detroit Lions        | Amani Oruwariye          | CB    | Penn State               | Big Ten      |
|  | 5    | 147    | Buffalo Bills        | Vosean Joseph            | LB    | Florida                  | SEC          |
|  | 5    | 148    | San Francisco 49ers  | Dre Greenlaw             | LB    | Arkansas                 | SEC          |
|  | 5    | 149    | Oakland Raiders      | Hunter Renfrow           | WR    | Clemson                  | ACC          |
|  | 5    | 150    | Green Bay Packers    | Kingsley Keke            | DT    | Texas A&M                | SEC          |
|  | 5    | 151    | Miami Dolphins       | Andrew Van Ginkel        | LB    | Wisconsin                | Big Ten      |
|  | 5    | 152    | Atlanta Falcons      | Qadree Ollison           | RB    | Pittsburgh               | ACC          |
|  | 5    | 153    | Washington Redskins  | Ross Pierschbacher       | G     | Alabama                  | SEC          |
|  | 5    | 154    | Carolina Panthers    | Jordan Scarlett          | RB    | Florida                  | SEC          |
|  | 5    | 155    | Cleveland Browns     | Mack Wilson              | LB    | Alabama                  | SEC          |
|  | 5    | 156    | Denver Broncos       | Justin Hollins           | LB    | Oregon                   | Pac-12       |
|  | 5    | 157    | New York Jets        | Blake Cashman            | LB    | Minnesota                | Big Ten      |
|  | 5    | 158    | Dallas Cowboys       | Mike Jackson             | CB    | Miami                    | ACC          |
|  | 5    | 159    | New England Patriots | Byron Cowart             | DT    | Maryland                 | Big Ten      |
|  | 5    | 160    | Baltimore Ravens     | Daylon Mack              | DT    | Texas A&M                | SEC          |
|  | 5    | 161    | Houston Texans       | Charles Omenihu          | DE    | Texas                    | Big 12       |
|  | 5    | 162    | Minnesota Vikings    | Cameron Smith            | LB    | USC                      | Pac-12       |
|  | 5    | 163    | New England Patriots | Jake Bailey              | P     | Stanford                 | Pac-12       |
|  | 5    | 164    | Indianapolis Colts   | E.J. Speed               | LB    | Tarleton State           | Lone Star    |
|  | 5    | 165    | Dallas Cowboys       | Joe Jackson              | DE    | Miami                    | ACC          |
|  | 5    | 166    | Los Angeles Chargers | Easton Stick             | QB    | North Dakota State       | MVFC         |
|  | 5    | 167    | Philadelphia Eagles  | Clayton Thorson          | QB    | Northwestern             | Big Ten      |
|  | 5    | 168    | Tennessee Titans     | D'Andre Walker           | LB    | Georgia                  | SEC          |
|  | 5    | 169    | Los Angeles Rams     | David Edwards            | OT    | Wisconsin                | Big Ten      |
|  | 5    | 170    | Cleveland Browns     | Austin Seibert           | K     | Oklahoma                 | Big 12       |
|  | 5    | 171    | New York Giants      | Darius Slayton           | WR    | Auburn                   | SEC          |
|  | 5    | 172    | Atlanta Falcons      | Jordan Miller            | CB    | Washington               | Pac-12       |
|  | 5    | 173    | Washington Redskins  | Cole Holcomb             | LB    | North Carolina           | ACC          |
|  | 6    | 174    | Arizona Cardinals    | KeeSean Johnson          | WR    | Fresno State             | MW           |
|  | 6    | 175    | Pittsburgh Steelers  | Sutton Smith             | DE    | Northern Illinois        | MAC          |
|  | 6    | 176    | San Francisco 49ers  | Kaden Smith              | TE    | Stanford                 | Pac-12       |
|  | 6    | 177    | New Orleans Saints   | Saquan Hampton           | S     | Rutgers                  | Big Ten      |
|  | 6    | 178    | Jacksonville Jaguars | Gardner Minshew          | QB    | Washington State         | Pac-12       |
|  | 6    | 179    | Arizona Cardinals    | Lamont Gaillard          | C     | Georgia                  | SEC          |
|  | 6    | 180    | New York Giants      | Corey Ballentine         | CB    | Washburn                 | MIAA         |
|  | 6    | 181    | Buffalo Bills        | Jaquan Johnson           | CB    | Miami                    | ACC          |
|  | 6    | 182    | Cincinnati Bengals   | Trayveon Williams        | RB    | Texas A&M                | SEC          |
|  | 6    | 183    | San Francisco 49ers  | Justin Skule             | OT    | Vanderbilt               | SEC          |
|  | 6    | 184    | Detroit Lions        | Travis Fulgham           | WR    | Old Dominion             | C-USA        |
|  | 6    | 185    | Green Bay Packers    | Ka'dar Hollman           | CB    | Toledo                   | MAC          |
|  | 6    | 186    | Detroit Lions        | Ty Johnson               | RB    | Maryland                 | Big Ten      |
|  | 6    | 187    | Denver Broncos       | Juwann Winfree           | WR    | Colorado                 | Pac-12       |
|  | 6    | 188    | Tennessee Titans     | David Long Jr.           | LB    | West Virginia            | Big 12       |
|  | 6    | 189    | Cleveland Browns     | Drew Forbes              | OT    | Southeast Missouri State | OVC          |
|  | 6    | 190    | Minnesota Vikings    | Armon Watts              | DT    | Arkansas                 | SEC          |
|  | 6    | 191    | Minnesota Vikings    | Marcus Epps              | S     | Wyoming                  | MW           |
|  | 6    | 192    | Pittsburgh Steelers  | Isaiah Buggs             | DT    | Alabama                  | SEC          |
|  | 6    | 193    | Minnesota Vikings    | Oli Udoh                 | OT    | Elon                     | CAA          |
|  | 6    | 194    | Green Bay Packers    | Dexter Williams          | RB    | Notre Dame               | Ind. (FBS)   |
|  | 6    | 195    | Houston Texans       | Xavier Crawford          | CB    | Central Michigan         | MAC          |
|  | 6    | 196    | New York Jets        | Blessuan Austin          | CB    | Rutgers                  | Big Ten      |
|  | 6    | 197    | Baltimore Ravens     | Trace McSorley           | QB    | Penn State               | Big Ten      |
|  | 6    | 198    | San Francisco 49ers  | Tim Harris               | CB    | Virginia                 | ACC          |
|  | 6    | 199    | Indianapolis Colts   | Gerri Green              | DE    | Mississippi State        | SEC          |
|  | 6    | 200    | Los Angeles Chargers | Emeke Egbule             | LB    | Houston                  | The American |
|  | 6    | 201    | Kansas City Chiefs   | Rashad Fenton            | CB    | South Carolina           | SEC          |
|  | 6    | 202    | Miami Dolphins       | Isaiah Prince            | OT    | Ohio State               | Big Ten      |
|  | 6    | 203    | Atlanta Falcons      | Marcus Green             | WR    | Louisiana-Monroe         | Sun Belt     |
|  | 6    | 204    | Seattle Seahawks     | Travis Homer             | RB    | Miami                    | ACC          |
|  | 6    | 205    | Chicago Bears        | Duke Shelley             | CB    | Kansas State             | Big 12       |
|  | 6    | 206    | Washington Redskins  | Kelvin Harmon            | WR    | NC State                 | ACC          |
|  | 6    | 207    | Pittsburgh Steelers  | Ulysees Gilbert III      | LB    | Akron                    | MAC          |
|  | 6    | 208    | Tampa Bay Buccaneers | Scott Miller             | WR    | Bowling Green            | MAC          |
|  | 6    | 209    | Seattle Seahawks     | Demarcus Christmas       | DT    | Florida State            | ACC          |
|  | 6    | 210    | Cincinnati Bengals   | Deshaun Davis            | LB    | Auburn                   | SEC          |
|  | 6    | 211    | Cincinnati Bengals   | Rodney Anderson          | RB    | Oklahoma                 | Big 12       |
|  | 6    | 212    | Carolina Panthers    | Dennis Daley             | OT    | South Carolina           | SEC          |
|  | 6    | 213    | Dallas Cowboys       | Donovan Wilson           | S     | Texas A&M                | SEC          |
|  | 6    | 214    | Kansas City Chiefs   | Darwin Thompson          | RB    | Utah State               | MW           |
|  | 7    | 215    | Tampa Bay Buccaneers | Terry Beckner            | DT    | Missouri                 | SEC          |
|  | 7    | 216    | Kansas City Chiefs   | Nick Allegretti          | G     | Illinois                 | Big Ten      |
|  | 7    | 217    | Minnesota Vikings    | Kris Boyd                | CB    | Texas                    | Big 12       |
|  | 7    | 218    | Dallas Cowboys       | Mike Weber               | RB    | Ohio State               | Big Ten      |
|  | 7    | 219    | Pittsburgh Steelers  | Derwin Gray              | OT    | Maryland                 | Big Ten      |
|  | 7    | 220    | Houston Texans       | Cullen Gillaspia         | FB    | Texas A&M                | SEC          |
|  | 7    | 221    | Cleveland Browns     | Donnie Lewis Jr.         | CB    | Tulane                   | The American |
|  | 7    | 222    | Chicago Bears        | Kerrith Whyte            | RB    | Florida Atlantic         | C-USA        |
|  | 7    | 223    | Cincinnati Bengals   | Jordan Brown             | CB    | South Dakota State       | MVFC         |
|  | 7    | 224    | Detroit Lions        | Isaac Nauta              | TE    | Georgia                  | SEC          |
|  | 7    | 225    | Buffalo Bills        | Darryl Johnson Jr.       | DE    | North Carolina A&T       | MEAC         |
|  | 7    | 226    | Green Bay Packers    | Ty Summers               | LB    | TCU                      | Big 12       |
|  | 7    | 227    | Washington Redskins  | Jimmy Moreland           | CB    | James Madison            | CAA          |
|  | 7    | 228    | Buffalo Bills        | Tommy Sweeney            | TE    | Boston College           | ACC          |
|  | 7    | 229    | Detroit Lions        | P.J. Johnson             | DE    | Arizona                  | Pac-12       |
|  | 7    | 230    | Oakland Raiders      | Quinton Bell             | DE    | Prairie View A&M         | SWAC         |
|  | 7    | 231    | New Orleans Saints   | Alizé Mack               | TE    | Notre Dame               | Ind. (FBS)   |
|  | 7    | 232    | New York Giants      | George Asafo-Adjei       | OT    | Kentucky                 | SEC          |
|  | 7    | 233    | Miami Dolphins       | Chandler Cox             | RB    | Auburn                   | SEC          |
|  | 7    | 234    | Miami Dolphins       | Myles Gaskin             | RB    | Washington               | Pac-12       |
|  | 7    | 235    | Jacksonville Jaguars | Dontavius Russell        | DT    | Auburn                   | SEC          |
|  | 7    | 236    | Seattle Seahawks     | John Ursua               | WR    | Hawaii                   | MW           |
|  | 7    | 237    | Carolina Panthers    | Terry Godwin             | WR    | Georgia                  | SEC          |
|  | 7    | 238    | Chicago Bears        | Stephen Denmark          | CB    | Valdosta State           | Gulf South   |
|  | 7    | 239    | Minnesota Vikings    | Dillon Mitchell          | WR    | Oregon                   | Pac-12       |
|  | 7    | 240    | Indianapolis Colts   | Jackson Barton           | OT    | Utah                     | Pac-12       |
|  | 7    | 241    | Dallas Cowboys       | Jalen Jelks              | DE    | Oregon                   | Pac-12       |
|  | 7    | 242    | Los Angeles Chargers | Cortez Broughton         | DT    | Cincinnati               | The American |
|  | 7    | 243    | Los Angeles Rams     | Nick Scott               | S     | Penn State               | Big Ten      |
|  | 7    | 244    | New Orleans Saints   | Kaden Elliss             | LB    | Idaho                    | Big Sky      |
|  | 7    | 245    | New York Giants      | Chris Slayton            | DT    | Syracuse                 | ACC          |
|  | 7    | 246    | Indianapolis Colts   | Javon Patterson          | C     | Ole Miss                 | SEC          |
|  | 7    | 247    | Minnesota Vikings    | Olabisi Johnson          | WR    | Colorado State           | MW           |
|  | 7    | 248    | Arizona Cardinals    | Joshua Miles             | OT    | Morgan State             | MEAC         |
|  | 7    | 249    | Arizona Cardinals    | Michael Dogbe            | DE    | Temple                   | The American |
|  | 7    | 250    | Minnesota Vikings    | Austin Cutting           | LS    | Air Force                | MW           |
|  | 7    | 251    | Los Angeles Rams     | Dakota Allen             | LB    | Texas Tech               | Big 12       |
|  | 7    | 252    | New England Patriots | Ken Webster              | CB    | Ole Miss                 | SEC          |
|  | 7    | 253    | Washington Redskins  | Jordan Brailford         | DE    | Oklahoma State           | Big 12       |
|  | 7    | 254    | Arizona Cardinals    | Caleb Wilson             | TE    | UCLA                     | Pac-12       |